# Quinquelaophonte longifurcata
Quinquelaophonte longifurcata är en kräftdjursart som först beskrevs av Lang 1965.  Quinquelaophonte longifurcata ingår i släktet Quinquelaophonte och familjen Laophontidae. Inga underarter finns listade i Catalogue of Life.